# 卡塔琳娜·布拉托维奇
卡塔琳娜·布拉托维奇（1984年11月15日—），黑山女子手球运动员。她曾代表黑山参加2012年和2016年夏季奥林匹克运动会手球比赛，其中2012年奥运会获得一枚银牌。